# Hyphydrus fuscus
Hyphydrus fuscus är en skalbaggsart som beskrevs av Omer-cooper 1931. Hyphydrus fuscus ingår i släktet Hyphydrus och familjen dykare. Inga underarter finns listade i Catalogue of Life.